# Черро-аль-Вольтурно
Черро-аль-Вольтурно (італ. Cerro al Volturno) — муніципалітет в Італії, у регіоні Молізе, провінція Ізернія.
Черро-аль-Вольтурно розташоване на відстані близько 140 км на схід від Рима, 50 км на захід від Кампобассо, 10 км на північний захід від Ізернії.
Населення — 1300 осіб (2014).

## Демографія
Населення за роками:

Станом на 1 січня 2023 року в муніципалітеті офіційно проживав 71 іноземець з 27 країн, серед них 9 громадян країн Євросоюзу та 2 громадяни України.

## Сусідні муніципалітети
- Аккуавіва-д'Ізернія
- Кастель-Сан-Вінченцо
- Коллі-а-Вольтурно
- Форлі-дель-Санніо
- Форнеллі
- Монтенеро-Валь-Кокк'яра
- Роккетта-а-Вольтурно